# Maltego
 Maltegoは、南アフリカのプレトリアのPatervaによって開発されたオープンソースインテリジェンスとフォレンジックに使用されるソフトウェアである。 Maltegoは、オープンソースからデータを検出するための変換ライブラリを提供し、その情報をグラフ形式で視覚化することに重点を置いているためリンク分析とデータマイニングに適している。 2019年の時点で、ドイツのミュンヘンに本社を置きグローバルな顧客対応業務に責任を負っている。
Maltegoでは、カスタムエンティティの作成が許可されており、ソフトウェアの一部である基本的なエンティティタイプに加えて、あらゆるタイプの情報を表すことが可能だ。このアプリケーションの基本的な焦点は、人、グループ、Webページ、ドメイン、ネットワーク、インターネットインフラストラクチャ、およびソーシャルメディアアフィリエーション間の実際の関係（ソーシャルネットワーク、OSINT API、セルフホストプライベートデータ、およびコンピューターネットワークノード）の分析である。 Maltegoは、さまざまなデータパートナーからの統合により、データ範囲を拡大している。そのデータソースには、DNSレコード、whoisレコード、検索エンジン、ソーシャルネットワーキングサービス、さまざまなAPI、さまざまなメタデータがある。